# Çameli
Çameli ist eine Stadt im gleichnamigen Landkreis der türkischen Provinz Denizli und gleichzeitig ein Stadtbezirk der 2012 geschaffenen Büyükşehir belediyesi Denizli (Großstadtgemeinde/Metropolprovinz). Çameli liegt etwa 107 km südöstlich des Zentrums von Denizli. Der İlçe belegte Ende 2020 Platz 11 der bevölkerungsreichsten Ilçe der Provinz (Bevölkerungsstatistik durch Fortschreibung → ADNKS/ABPRS). Die Bevölkerungsdichte liegt mit 24 Einwohnern je Quadratkilometer unter dem Provinzschnitt (86 Einwohner je km²). 1953 wurde der damalige Landkreis neu gebildet und erhielt laut Logo im gleichen Jahr den Status einer Belediye (Gemeinde).

## Beschreibung
Der Bezirk bzw. die Stadt liegt in einer Erdbebenrisikozone im westlichen Taurusgebirge und umfasst die Gipfel von Gökpınar Dağı (2087 m), Yaylacık Tepesi (2140 m), Yalnızca Tepesi (2030 m), Değirmentaşı Tepesi (1954 m), und İnek Başı Tepesi (1847 m). Es herrscht relativ kühles mediterranes Bergklima mit Schnee im Winter. 75 % der Fläche ist bewaldet, typisch sind  Fichte, Wacholder, Lärche, und Eiche, daneben gibt es mediterrane Macchia.
Bekannte Produkte der Region sind Forellen, Äpfel, Bohnen, Kartoffeln und Nüsse, vor allem Walnüsse.